# بيتشام (فيرمونت)
بيتشام (بالإنجليزية: Peacham, Vermont) هي بلدة تقع بولاية فيرمونت في الولايات المتحدة. تبلغ مساحتها 123.5 (كم²)، وترتفع عن سطح البحر 465 م، بلغ عدد سكانها 732 نسمة في عام 2010 حسب إحصاء مكتب تعداد الولايات المتحدة وتصل الكثافة السكانية فيها 6.1 نسمة/كم2.

## أعلام
- جون مارتن
- جورج برينتون ماكليلان هارفي
- ألفرد إتش كونراد
- جون بلانشارد
- إدوارد إليشا فيلبس
- صموئيل ورسستر

## وصلات خارجية
- www.peacham.net
- The US50 - Cities and Towns in Vermont State
- Vermont Cities and Towns, Facts, Map, Flag, Colleges, Government, and More